# بيتر توماس (مجدف)
بيتر توماس (بالإنجليزية: Peter Thomas)‏ هو مجدف بريطاني، ولد في 16 أبريل 1945 في بنغبورن في المملكة المتحدة.

## وصلات خارجية
- بيتر توماس على موقع الاتحاد الدولي للتجديف (الإنجليزية)
- بيتر توماس على موقع أوليمبيديا (الإنجليزية)